# The Farnsworth House Inn
The Farnsworth House Inn es un B&B y atracción turística localizada en la ciudad estadounidense de Gettysburg (Pensilvania). El edificio está supuestamente embrujado, lo que el negocio utiliza en su literatura promocional. Además de ser una posada, el edificio también ha servido como casa de turismo y tienda.

## Historia

### Propiedad
El terreno sobre el que se construyó la posada era anteriormente propiedad del reverendo Alexander Dobbins, que subdividió una finca mayor con el fin de venderla. John F. McFarlane compró el terreno y se dice que es el primer propietario registrado de la casa. Se dice que algunas partes de la casa datan de principios del siglo XIX, habiendo sido construida en torno al año 1810, si bien la fecha exacta no está clara. McFarlane fue propietario de la casa hasta su muerte en 1851, momento en el que pasó a ser propiedad del Banco de Gettysburg. La casa pasó por las manos de varios propietarios y uno de ellos, la familia Black, la llamó "Sleepy Hollow Inn" con el gancho de que había "135" agujeros de bala en el lateral de la casa. La casa fue adquirida por Loring y Jean Shultz en 1972 y, tras afirmar haber experimentado actividad paranormal, la familia lo utilizó en la promoción de la posada y realiza visitas guiadas al local.

### Aspectos históricos
La Farnsworth House Inn fue también una de las paradas de la campaña del famoso Discurso de Gettysburg, pronunciado por el presidente Abraham Lincoln, y fue, durante la batalla de Gettysburg, utilizada como hospital improvisado y lugar de descanso para algunos miembros del ejército confederado.

## Paranormal
La familia Shultz afirma que la posada ha sido frecuentada por hasta 16 espíritus en un momento dado y que cada espíritu tiene su propia personalidad y nombre. La identidad de los fantasmas va desde un niño de 8 años llamado Jeremy hasta una antigua enfermera partera y varios soldados. Los elementos paranormales de los que se ha informado son cosas como el sonido de la respiración pesada, el olor a cheroot (cigarros) y la sensación de que la comadrona "arropa" a la gente en la cama. La posada tiene varias habitaciones que se supone que son "puntos calientes" para la actividad espiritual específica de determinados fantasmas, como la "Sara Black Room", que se supone que es una de las habitaciones más activas, con espíritus que pueden ser fotografiados desde la calle.